# Olympische Sommerspiele 2008/Gewichtheben
Bei den XXIX. Olympischen Spielen 2008 in Peking fanden 15 Wettbewerbe im Gewichtheben statt. Austragungsort war das Beihang University Gymnasium im Stadtbezirk Haidian.

## Bilanz

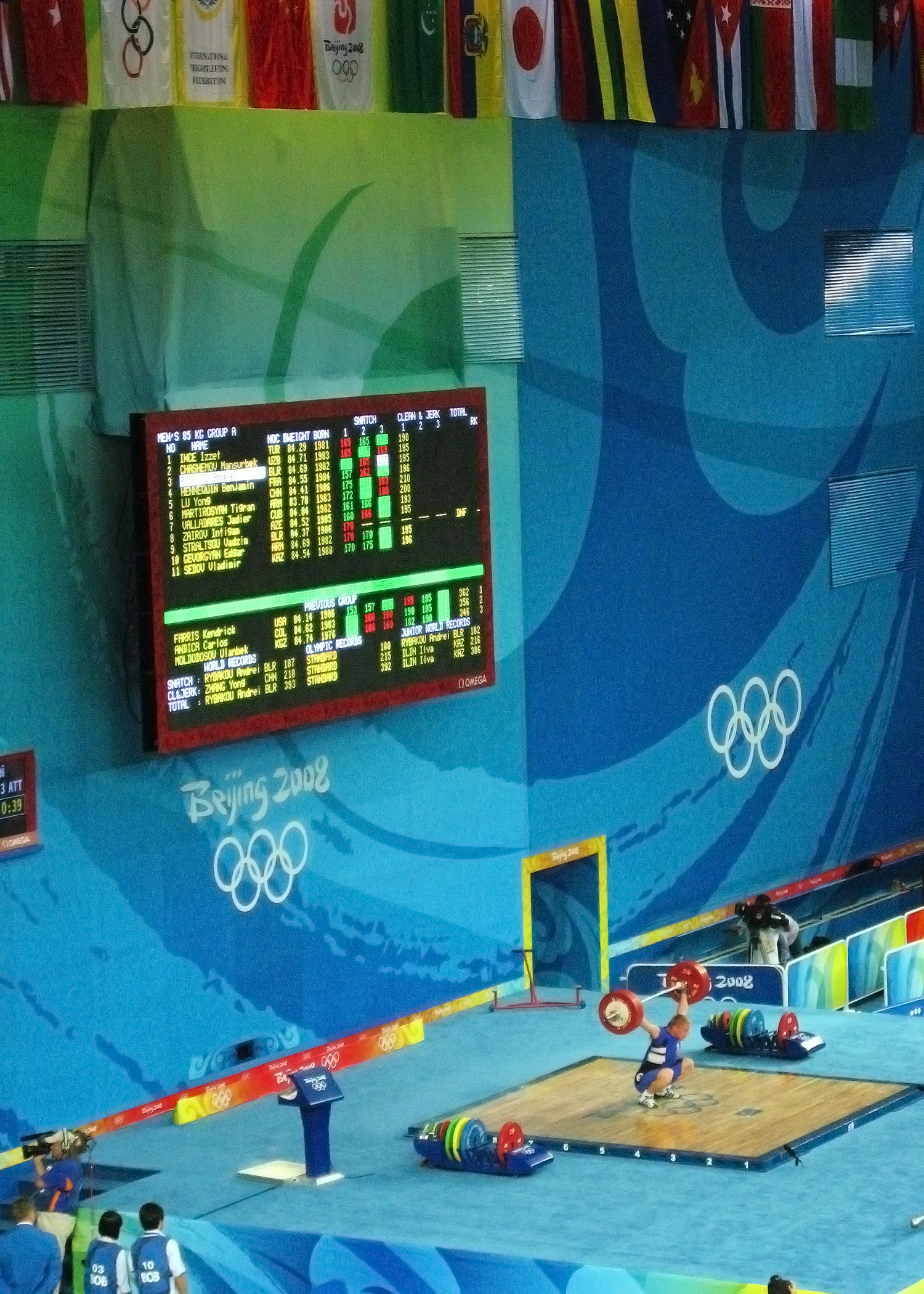
Wettkampfbühne der Gewichtheber in der Sporthalle der Beihang-Universität

### Medaillenspiegel
| Platz | Land              | Gold | Silber | Bronze | Gesamt |
| ----- | ----------------- | ---- | ------ | ------ | ------ |
| 1     | China             | 5    | 1      | –      | 6      |
| 2     | Südkorea          | 2    | 2      | –      | 4      |
| 3     | Russland          | 1    | 2      | –      | 3      |
| 4     | Chinesisch Taipeh | 1    | 1      | –      | 2      |
| 4     | Nordkorea         | 1    | 1      | –      | 2      |
| 6     | Thailand          | 1    | –      | 2      | 3      |
| 7     | Polen             | 1    | –      | 1      | 2      |
| 8     | Deutschland       | 1    | –      | –      | 1      |
| 8     | Kasachstan        | 1    | –      | –      | 1      |
| 8     | Belarus           | 1    | –      | –      | 1      |
| 11    | Kolumbien         | –    | 2      | –      | 2      |
| 12    | Armenien          | –    | 1      | 1      | 2      |
| 13    | Frankreich        | –    | 1      | –      | 1      |
| 13    | Georgien          | –    | 1      | –      | 1      |
| 13    | Samoa             | –    | 1      | –      | 1      |
| 13    | Spanien           | –    | 1      | –      | 1      |
| 13    | Vietnam           | –    | 1      | –      | 1      |
| 18    | Indonesien        | –    | –      | 3      | 3      |
| 18    | Kuba              | –    | –      | 3      | 3      |
| 20    | Ägypten           | –    | –      | 1      | 1      |
| 20    | Kanada            | –    | –      | 1      | 1      |
| 20    | Lettland          | –    | –      | 1      | 1      |
| 20    | Mexiko            | –    | –      | 1      | 1      |
| 20    | Nigeria           | –    | –      | 1      | 1      |

### Medaillengewinner
| Konkurrenz         | Gold             | Silber                 | Bronze              |
| ------------------ | ---------------- | ---------------------- | ------------------- |
| Klasse bis 56 kg   | Long Qingquan    | Hoàng Anh Tuấn         | Eko Yuli Irawan     |
| Klasse bis 62 kg   | Zhang Xiangxiang | Diego Fernando Salazar | Triyatno            |
| Klasse bis 69 kg   | Liao Hui         | Vencelas Dabaya        | Yordanis Borrero    |
| Klasse bis 77 kg   | Sa Jae-hyouk     | Li Hongli              | Geworg Dawtjan      |
| Klasse bis 85 kg   | Lu Yong          | Tigran Martirosjan     | Jadier Valladares   |
| Klasse bis 94 kg   | Szymon Kołecki   | Arsen Kasabijew        | Johandrys Hernandez |
| Klasse bis 105 kg  | Andrej Aramnau   | Dmitri Klokow          | Marcin Dołęga       |
| Klasse über 105 kg | Matthias Steiner | Jewgeni Tschigischew   | Viktors Ščerbatihs  |

| Konkurrenz        | Gold                             | Silber         | Bronze              |
| ----------------- | -------------------------------- | -------------- | ------------------- |
| Klasse bis 48 kg  | Chen Wei-Ling                    | Im Jyoung-hwa  | Pensiri Laosirikul  |
| Klasse bis 53 kg  | Prapawadee Jaroenrattanatarakoon | Yoon Jin-hee   | Raema Lisa Rumbewas |
| Klasse bis 58 kg  | Chen Yanqing                     | O Jong-ae      | Wandee Kameaim      |
| Klasse bis 63 kg  | Pak Hyon-suk                     | Lu Ying-Chi    | Christine Girard    |
| Klasse bis 69 kg  | Oksana Sliwenko                  | Leidy Solís    | Abeer Abdelrahman   |
| Klasse bis 75 kg  | Alla Waschenina                  | Lidia Valentín | Damaris Aguirre     |
| Klasse über 75 kg | Jang Mi-ran                      | Ele Opeloge    | Mariam Usman        |

## Ergebnisse Männer

### Klasse bis 56 kg (Bantamgewicht)
| Platz | Land | Sportler               | Reißen (kg) | Stoßen (kg) | Gesamt (kg) |
| ----- | ---- | ---------------------- | ----------- | ----------- | ----------- |
| 1     | CHN  | Long Qingquan          | 132         | 160         | 292         |
| 2     | VIE  | Hoàng Anh Tuấn         | 130         | 160         | 290         |
| 3     | IRI  | Eko Yuli Irawan        | 130         | 158         | 288         |
| 4     | TPE  | Yang Chin-Yi           | 128         | 157         | 285         |
| 5     | PRK  | Cha Kum-chol           | 128         | 155         | 283         |
| 6     | CUB  | Sergio Álvarez Boulet  | 120         | 152         | 272         |
| 7     | TPE  | Wang Shin-yuan         | 115         | 150         | 265         |
| 8     | MAS  | Amirul Hamizan Ibrahim | 121         | 144         | 265         |
| 9     | JPN  | Masaharu Yamada        | 106         | 153         | 259         |
| 10    | THA  | Pongsak Maneetong      | 116         | 142         | 258         |

Datum: 10. August 2008, 10:00 Uhr (Gruppe B) / 19:00 Uhr (Gruppe A)
19 Teilnehmer aus 16 Ländern

### Klasse bis 62 kg (Federgewicht)
| Platz | Land | Sportler                | Reißen (kg) | Stoßen (kg) | Gesamt (kg) |
| ----- | ---- | ----------------------- | ----------- | ----------- | ----------- |
| 1     | CHN  | Zhang Xiangxiang        | 143         | 176         | 319         |
| 2     | COL  | Diego Fernando Salazar  | 138         | 167         | 305         |
| 3     | INA  | Triyatno                | 135         | 163         | 298         |
| 4     | ROM  | Antoniu Buci            | 130         | 165         | 295         |
| 5     | THA  | Phaisan Hansawong       | 132         | 162         | 294         |
| 6     | CUB  | Lázaro Maikel Ruíz      | 132         | 162         | 294         |
| 7     | TKM  | Tolkunbek Hudaýbergenow | 126         | 162         | 288         |
| 8     | EGY  | Mohamed Abd Elbaki      | 129         | 159         | 288         |
| 9     | TPE  | Yang Sheng-hsiung       | 130         | 157         | 187         |
| 10    | BLR  | Henadsij Machwejenja    | 129         | 159         | 288         |

Datum: 11. August 2008, 10:00 Uhr (Gruppe B) / 19:00 Uhr (Gruppe A)
17 Teilnehmer aus 15 Ländern
Der Aserbaidschaner Sərdar Həsənov, der den Wettkampf nicht beendet hatte, wurde im Oktober 2016 disqualifiziert, nachdem ein nachträglich durchgeführter Dopingtest ein positives Ergebnis gezeigt hatte.

### Klasse bis 69 kg (Leichtgewicht)
| Platz | Land | Sportler           | Reißen (kg) | Stoßen (kg) | Gesamt (kg) |
| ----- | ---- | ------------------ | ----------- | ----------- | ----------- |
| 1     | CHN  | Liao Hui           | 158         | 190         | 348         |
| 2     | FRA  | Vencelas Dabaya    | 151         | 187         | 338         |
| 3     | CUB  | Yordanis Borrero   | 148         | 180         | 328         |
| 4     | AZE  | Turan Mirzəyev     | 146         | 181         | 327         |
| 5     | PRK  | Kim Chol-jin       | 146         | 180         | 326         |
| 6     | AZE  | Əfqan Bayramov     | 145         | 175         | 320         |
| 7     | THA  | Sitthisak Suphalak | 147         | 171         | 318         |
| 8     | JPN  | Yoshito Shintani   | 135         | 175         | 310         |
| 9     | EGY  | Tarek Yehia        | 138         | 172         | 310         |
| 10    | INA  | Edi Kurniawan      | 135         | 172         | 307         |

Datum: 11. August 2008, 12:30 Uhr (Gruppe C) bzw. 12. August 2008, 10:00 Uhr (Gruppe B) / 19:00 Uhr (Gruppe C)
30 Teilnehmer aus 26 Ländern
Als nachträglich überführter Dopingsünder wurde der Armenier Tigran Martirosjan im August 2016 disqualifiziert und das Internationale Olympische Komitee (IOC) erkannte seine Bronzemedaille ab. Ebenfalls wegen Dopings disqualifiziert werden musste der ursprünglich neuntplatzierte Moldawier Alexandru Dudoglo.

### Klasse bis 77 kg (Mittelgewicht)
| Platz | Land | Sportler            | Reißen (kg) | Stoßen (kg) | Gesamt (kg) |
| ----- | ---- | ------------------- | ----------- | ----------- | ----------- |
| 1     | KOR  | Sa Jae-hyouk        | 163         | 203         | 366         |
| 2     | CHN  | Li Hongli           | 168         | 198         | 366         |
| 3     | ARM  | Geworg Dawtjan      | 165         | 195         | 360         |
| 4     | KOR  | Kim Kwang-hoon      | 155         | 200         | 355         |
| 5     | RUS  | Oleg Perepetschenow | 162         | 192         | 354         |
| 6     | CUB  | Iván Cambar         | 157         | 196         | 353         |
| 7     | ARM  | Ara Chatschatrjan   | 162         | 191         | 353         |
| 8     | POL  | Krzysztof Szramiak  | 161         | 191         | 352         |
| 9     | KAZ  | Wladimir Kusnezow   | 160         | 191         | 351         |
| 10    | BLR  | Sjarhej Lahun       | 157         | 192         | 349         |

Datum: 13. August 2008, 10:00 Uhr (Gruppe B) / 19:00 Uhr (Gruppe A)
28 Teilnehmer aus 25 Ländern

### Klasse bis 85 kg (Halbschwergewicht)
| Platz | Land | Sportler              | Reißen (kg) | Stoßen (kg) | Gesamt (kg) |
| ----- | ---- | --------------------- | ----------- | ----------- | ----------- |
| 1     | CHN  | Lu Yong               | 180         | 214         | 394         |
| 2     | ARM  | Tigran Martirosjan    | 177         | 203         | 380         |
| 3     | CUB  | Jadier Valladares     | 169         | 203         | 372         |
| 4     | FRA  | Benjamin Hennequin    | 162         | 205         | 367         |
| 5     | UZB  | Mansurbek Schaschemow | 165         | 202         | 367         |
| 6     | AZE  | İntiqam Zairov        | 166         | 195         | 361         |
| 7     | COL  | Carlos Andica         | 155         | 201         | 356         |
| 8     | KGZ  | Ulanbek Moldodossow   | 152         | 194         | 346         |
| 9     | SVK  | Ondrej Kutlík         | 150         | 193         | 343         |
| 10    | NGR  | Benedict Uloko        | 148         | 191         | 339         |

Datum: 15. August 2008, 10:00 Uhr (Gruppe B) / 19:00 Uhr (Gruppe A)
21 Teilnehmer aus 19 Ländern
Der ursprünglich zweitplatzierte Weißrusse Andrej Rybakou erhielt im August 2016 eine vorläufige Sperre ausgesprochen, nachdem bekannt geworden war, dass er bei den Olympischen Spielen 2008 Dehydrochlormethyltestosteron und Stanozolol eingenommen hatte. Das IOC entzog ihm deswegen die Silbermedaille. Ebenfalls im August 2016 gab der Internationale Gewichtheberverband bekannt, dass der viertplatzierte Kasache Wladimir Sedow bei seinem Wettkampf ebenfalls mit Stanozolol gedopt gewesen war.

### Klasse bis 94 kg (Mittelschwergewicht)
| Platz | Land | Sportler            | Reißen (kg) | Stoßen (kg) | Gesamt (kg) |
| ----- | ---- | ------------------- | ----------- | ----------- | ----------- |
| 1     | POL  | Szymon Kołecki      | 179         | 224         | 403         |
| 2     | GEO  | Arsen Kasabijew     | 176         | 223         | 399         |
| 3     | CUB  | Johandrys Hernandez | 178         | 215         | 393         |
| 4     | IRI  | Asghar Ebrahimi     | 180         | 212         | 392         |
| 5     | RUS  | Roman Konstantinow  | 175         | 212         | 387         |
| 6     | GER  | Jürgen Spieß        | 173         | 211         | 384         |
| 7     | ESP  | José Juan Navarro   | 173         | 210         | 383         |
| 8     | UKR  | Artem Iwanow        | 170         | 210         | 380         |
| 9     | MDA  | Vadim Vacarciuc     | 168         | 205         | 373         |
| 10    | MDA  | Eugen Bratan        | 170         | 200         | 370         |

Datum: 17. August 2008, 15:30 Uhr (Gruppe B) / 19:00 Uhr (Gruppe A)
18 Teilnehmer aus 14 Ländern
Im November 2016 wurde der ursprünglich erstplatzierte Kasache Ilja Iljin bei Dopingnachtestes zu den Olympischen Spielen 2008 positiv auf Stanozolol getestet. Das IOC disqualifizierte ihn und erkannte ihm die Goldmedaillen von 2008 und 2012 ab.
Im August 2016 gab der Internationale Gewichtheberverband bekannt, dass der drittplatzierte Russe Chadschimurat Akkajew bei seinem Wettkampf mit Dehydrochlormethyltestosteron gedopt war. Im gleichen Monat kam auch das Dopingvergehen des fünftplatzierten Aserbaidschaners Nizami Paşayev ans Licht. Er hatte mit Dehydrochlormethyltestosteron, Oxandrolon und Stanozolol gedopt.

### Klasse bis 105 kg (Schwergewicht)
| Platz | Land | Sportler           | Reißen (kg) | Stoßen (kg) | Gesamt (kg) |
| ----- | ---- | ------------------ | ----------- | ----------- | ----------- |
| 1     | BLR  | Andrej Aramnau     | 200 (WR)    | 236 (WR)    | 436 (WR)    |
| 2     | RUS  | Dmitri Klokow      | 193         | 230         | 423         |
| 3     | POL  | Marcin Dołęga      | 195         | 225         | 420         |
| 4     | KAZ  | Baqyt Achmetow     | 190         | 225         | 415         |
| 5     | GEO  | Albert Kusilowi    | 182         | 227         | 409         |
| 6     | KAZ  | Sergei Istomin     | 181         | 225         | 406         |
| 7     | POL  | Robert Dołęga      | 184         | 221         | 405         |
| 8     | GRE  | Nikolaos Kourtidis | 176         | 221         | 397         |
| 9     | IRI  | Mohsen Beiranvand  | 180         | 210         | 390         |
| 10    | UKR  | Oleksij Torochtij  | 177         | 213         | 390         |

Datum: 18. August 2008, 15:30 Uhr (Gruppe B) / 19:00 Uhr (Gruppe A)
20 Teilnehmer aus 16 Ländern
Der ursprünglich sechstplatzierte Ukrainer Ihor Rasorjonow wurde nachträglich wegen der Verwendung von Dehydrochlormethyltestosteron disqualifiziert. Bei Nachtests im Jahr 2016 konnte festgestellt werden, dass auch der Russe Dmitri Lapikow gedopt war. Er hatte sich den dritten Platz mit Hilfe des Dopingmittels Stanozolol erschlichen.

### Klasse über 105 kg (Superschwergewicht)
| Platz | Land | Sportler             | Reißen (kg) | Stoßen (kg) | Gesamt (kg) |
| ----- | ---- | -------------------- | ----------- | ----------- | ----------- |
| 1     | GER  | Matthias Steiner     | 203         | 258         | 461         |
| 2     | RUS  | Jewgeni Tschigischew | 210         | 250         | 460         |
| 3     | LAT  | Viktors Ščerbatihs   | 206         | 242         | 448         |
| 4     | UKR  | Artem Udatschyn      | 207         | 235         | 442         |
| 5     | UKR  | Ihor Schymetschko    | 201         | 232         | 433         |
| 6     | IRI  | Rashid Sharifi       | 196         | 230         | 426         |
| 7     | POL  | Grzegorz Kleszcz     | 185         | 234         | 419         |
| 8     | GER  | Almir Velagic        | 188         | 225         | 413         |
| 9     | AUS  | Damon Kelly          | 165         | 221         | 386         |
| 10    | NRU  | Itte Detenamo        | 175         | 210         | 385         |

Datum: 19. August 2008, 15:30 Uhr (Gruppe B) / 19:00 Uhr (Gruppe A)
14 Teilnehmer aus 12 Ländern

## Ergebnisse Frauen

### Klasse bis 48 kg (Fliegengewicht)
| Platz | Land | Sportlerin             | Reißen (kg) | Stoßen (kg) | Gesamt (kg) |
| ----- | ---- | ---------------------- | ----------- | ----------- | ----------- |
| 1     | TPE  | Chen Wei-Ling          | 84          | 112         | 196         |
| 2     | KOR  | Im Jyoung-hwa          | 86          | 110         | 196         |
| 3     | THA  | Pensiri Laosirikul     | 85          | 110         | 195         |
| 4     | JPN  | Hiromi Miyake          | 80          | 105         | 185         |
| 5     | FRA  | Melanie Noël           | 80          | 097         | 177         |
| 6     | JPN  | Misaki Ōshiro          | 80          | 92          | 172         |
| 7     | POL  | Marzena Karpińska      | 79          | 92          | 171         |
| 8     | CAN  | Marilou Dozois-Prévost | 76          | 90          | 166         |
| 9     | NCA  | Karla Moreno           | 65          | 85          | 150         |

Datum: 9. August 2008, 10:00 Uhr
14 Teilnehmerinnen aus 11 Ländern
Wegen Dopings musste die Türkin Sibel Özkan ihre Silbermedaille im Juli 2016 zurückgeben. Die erstplatzierte Chinesin Chen Xiexia wurde bei Nachtests im August 2016 ebenfalls des Dopings überführt. Sie hatte 2008 unter anderem Hormone zu sich genommen. Die Disqualifizierung und die Aberkennung der Medaille erfolgten im Januar 2017. Eine weitere Disqualifikation betraf die Türkin Nurcan Taylan, der bei einem Nachtest im Juni 2012 die Verwendung von Metandienon nachgewiesen werden konnte.

### Klasse bis 53 kg (Federgewicht)
| Platz | Land | Sportlerin                       | Reißen (kg) | Stoßen (kg) | Gesamt (kg) |
| ----- | ---- | -------------------------------- | ----------- | ----------- | ----------- |
| 1     | THA  | Prapawadee Jaroenrattanatarakoon | 95          | 126 (OR)    | 221 (OR)    |
| 2     | KOR  | Yoon Jin-hee                     | 94          | 119         | 213         |
| 3     | INA  | Raema Lisa Rumbewas              | 91          | 115         | 206         |
| 4     | DOM  | Yuderqui Contreras               | 93          | 111         | 204         |
| 5     | USA  | Melanie Roach                    | 83          | 110         | 193         |
| 6     | GER  | Julia Rohde                      | 82          | 103         | 185         |
| 7     | PNG  | Dika Toua                        | 80          | 104         | 184         |
| 8     | VEN  | Judith Chacón                    | 80          | 101         | 181         |

Datum: 10. August 2008, 15:30 Uhr
9 Teilnehmerinnen aus 9 Ländern
Die Thailänderin Prapawadee Jaroenrattanatarakoon stellte einen neuen olympischen Rekord auf, obwohl sie im Weltrekordversuch scheiterte. Sie war im Stoßen erst in den Wettkampf eingestiegen, als alle Konkurrentinnen ihn schon beendet hatten. Im Kampf um Platz 2 entschied letztendlich das geringere Körpergewicht für Yoon Jin-hee.
Bei der ursprünglich drittplatzierten Belarussin Anastassija Nowikawa sprach der Gewichtheber-Weltverband im September 2016 eine Sperre aus. Wie Nachtests damals ergaben, war sie bei ihrem Wettkampf mit Dehydrochlormethyltestosteron und Stanozolol gedopt gewesen. Das IOC annullierte ihr Ergebnis im Oktober 2016 und erkannte die Medaille ab.

### Klasse bis 58 kg (Leichtgewicht)
| Platz | Land | Sportlerin            | Reißen (kg) | Stoßen (kg) | Gesamt (kg) |
| ----- | ---- | --------------------- | ----------- | ----------- | ----------- |
| 1     | CHN  | Chen Yanqing          | 106         | 138 (OR)    | 244 (OR)    |
| 2     | PRK  | O Jong-ae             | 095         | 131         | 226         |
| 3     | THA  | Wandee Kameaim        | 098         | 128         | 226         |
| 4     | ECU  | Alexandra Escobar     | 099         | 124         | 223         |
| 5     | ALB  | Romela Begaj          | 098         | 118         | 216         |
| 6     | POL  | Aleksandra Klejnowska | 095         | 120         | 215         |
| 7     | ROM  | Roxana Cocoș          | 089         | 115         | 204         |
| 8     | PUR  | Geralee Vega          | 090         | 112         | 202         |
| 9     | POL  | Marieta Gotfryd       | 090         | 110         | 200         |
| 10    | PHI  | Hidilyn Diaz          | 085         | 107         | 192         |

Datum: 11. August 2008, 15:30 Uhr
12 Teilnehmerinnen aus 11 Ländern
Das IOC disqualifizierte im August 2016 die nachträglich überführte russische Dopingsünderin Marina Schainowa und erkannte ihre Silbermedaille ab.

### Klasse bis 63 kg (Mittelgewicht)
| Platz | Land | Sportlerin                 | Reißen (kg) | Stoßen (kg) | Gesamt (kg) |
| ----- | ---- | -------------------------- | ----------- | ----------- | ----------- |
| 1     | PRK  | Pak Hyon-suk               | 106         | 135         | 241         |
| 2     | TPE  | Lu Ying-Chi                | 104         | 127         | 231         |
| 3     | CAN  | Christine Girard           | 102         | 126         | 228         |
| 4     | VIE  | Nguyen Thi Thiet           | 100         | 125         | 225         |
| 5     | KOR  | Kim Soo-kyung              | 098         | 127         | 225         |
| 6     | NOR  | Ruth Kasirye               | 103         | 121         | 224         |
| 7     | MEX  | Luz Acosta                 | 097         | 120         | 217         |
| 8     | COL  | Mercedes Pérez             | 097         | 120         | 217         |
| 9     | MGL  | Namchaidordschiin Bajarmaa | 090         | 123         | 213         |
| 10    | POL  | Dominika Misterska         | 094         | 117         | 211         |

Datum: 12. August 2008, 15:30 Uhr
20 Teilnehmerinnen aus 18 Ländern
Bei der ursprünglich zweitplatzierten Kasachin Irina Nekrassowa sprach der Gewichtheber-Weltverband im September 2016 eine Sperre aus. Wie Nachuntersuchungen ergaben, hatte sie 2008 das Dopingmittel Stanozolol verwendet. Ebenfalls gedopt war die Kasachin Maija Manesa, die den Wettkampf nicht beendet hatte.

### Klasse bis 69 kg (Halbschwergewicht)
| Platz | Land | Sportlerin          | Reißen (kg) | Stoßen (kg) | Gesamt (kg) |
| ----- | ---- | ------------------- | ----------- | ----------- | ----------- |
| 1     | RUS  | Oksana Sliwenko     | 115         | 140         | 255         |
| 2     | COL  | Leidy Solís         | 105         | 135         | 240         |
| 3     | EGY  | Abeer Abdelrahman   | 105         | 133         | 238         |
| 4     | COL  | Tulia Angela Medina | 106         | 124         | 230         |
| 5     | BLR  | Hanna Bazjuschka    | 105         | 120         | 225         |
| 6     | JPN  | Rika Saitō          | 087         | 122         | 209         |
|       | VEN  | Iriner Jiménez      |             |             | DNF         |
|       | PRK  | Hong Yong-ok        |             |             | DNF         |

Datum: 13. August 2005, 15:30 Uhr
10 Teilnehmerinnen aus 9 Ländern
Im August 2016 gab der Gewichtheber-Weltverband bekannt, dass die Chinesin Liu Chunhong ihre Goldmedaille mit Hilfe mehrerer Dopingmittel wie Sibutramin und Hormonen errungen hatte. Das IOC disqualifizierte sie und erkannte ihren ersten Platz ab. Ebenfalls im August 2016 meldete der Gewichtheber-Weltverband, dass die Ukrainerin Natalija Dawydowa ihren dritten Platz durch die Einnahme von Dehydrochlormethyltestosteron erschlichen hatte.

### Klasse bis 75 kg (Schwergewicht)
| Platz | Land | Sportlerin          | Reißen (kg) | Stoßen (kg) | Gesamt (kg) |
| ----- | ---- | ------------------- | ----------- | ----------- | ----------- |
| 1     | KAZ  | Alla Waschenina     | 119         | 147         | 266         |
| 2     | ESP  | Lidia Valentín      | 115         | 135         | 250         |
| 3     | MEX  | Damaris Aguirre     | 109         | 136         | 245         |
| 4     | COL  | Ubaldina Valoyes    | 110         | 134         | 244         |
| 5     | CAN  | Jeane Lassen        | 105         | 135         | 240         |
| 6     | UKR  | Nadija Myronjuk     | 105         | 132         | 237         |
| 7     | BLR  | Julija Nawakowitsch | 110         | 127         | 237         |
| 8     | CHI  | Elizabeth Poblete   | 091         | 106         | 197         |

Datum: 15. August 2005, 15:30 Uhr
12 Teilnehmerinnen aus 11 Ländern
Im August 2016 konnte die bis dahin erstplatzierte Chinesin Cao Lei bei Nachtests des Dopings überführt werden. Sie wurde im Januar 2017 disqualifiziert. Auch die drittplatzierte Russin Nadeschda Jewstjuchina und die viertplatzierte Belarussin Iryna Kulescha waren gedopt. Alle verloren ihre Medaille.

### Klasse über 75 kg (Superschwergewicht)
| Platz | Land | Sportlerin        | Reißen (kg) | Stoßen (kg) | Gesamt (kg) |
| ----- | ---- | ----------------- | ----------- | ----------- | ----------- |
| 1     | KOR  | Jang Mi-ran       | 140 (WR)    | 186 (WR)    | 326 (WR)    |
| 2     | SAM  | Ele Opeloge       | 119         | 150         | 269         |
| 3     | NGR  | Mariam Usman      | 115         | 150         | 265         |
| 4     | USA  | Cheryl Haworth    | 115         | 144         | 259         |
| 5     | UKR  | Julija Dowhal     | 118         | 140         | 258         |
| 6     | AUS  | Deborah Lovely    | 113         | 135         | 248         |
| 7     | GRE  | Victoria Mavridou | 105         | 126         | 231         |
| 8     | PER  | Cristina Cornejo  | 097         | 128         | 225         |
|       | ESA  | Eva Dimas         |             |             | DNF         |

Datum: 16. August 2008, 19:00 Uhr
11 Teilnehmerinnen aus 10 Ländern
Der Weltverband sprach im August 2016 eine Sperre gegen die zweitplatzierten Ukrainerin Olha Korobka aus. Sie hatte 2008 Dehydrochlormethyltestosteron eingenommen. Das IOC disqualifizierte sie nachträglich und erkannte die unrechtmäßig erworbene Silbermedaille ab. Ebenfalls gedopt war die drittplatzierte Kasachin Marija Grabowezkaja, die Dehydrochlormethyltestosteron, Oxandrolon und Stanozolol zu sich genommen hatte. Auch sie erhielt im August 2016 eine Sperre.

## Quotenplätze
Bei den Weltmeisterschaften 2006 und 2007 konnten die einzelnen Verbände Quotenplätze für Wettbewerbe in Peking gewinnen. Die gewonnenen Quotenplätze können die Verbände dann auf die einzelnen Gewichtsklassen verteilen, bei maximal zwei Athleten pro Gewichtsklasse. Verbände, die noch keine Quotenplätze errungen haben, können dies bei kontinentalen Ausscheidungen schaffen und bei erfolgreichem Abschneiden insgesamt zwei oder einen Platz erringen.

### Männer
Verbände mit 6 Quotenplätzen
- Volksrepublik China
- Russland
- Belarus
- Kuba
- Bulgarien
- Polen
- Kolumbien

Verbände mit 5 Quotenplätzen
- Südkorea
- Ukraine
- Kasachstan
- Griechenland
- Armenien
- Moldau
- Aserbaidschan

Verbände mit 4 Quotenplätzen
- Deutschland
- Ägypten
- Rumänien
- Venezuela
- Nordkorea
- Türkei
- Indonesien

Verbände mit 3 Quotenplätzen
- Thailand
- Iran
- Georgien
- Frankreich
- Japan
- Italien
- Vereinigte Staaten

### Frauen
Verbände mit 4 Quotenplätzen
- Volksrepublik China
- Russland
- Thailand
- Südkorea
- Ukraine
- Kolumbien
- Belarus
- Polen
- Kasachstan
- Vereinigte Staaten

Verbände mit 3 Quotenplätzen
- Japan
- Griechenland
- Nordkorea
- Mexiko
- Venezuela

Verbände mit 2 Quotenplätzen
- Bulgarien
- Kanada
- Vietnam